# Resolució 1344 del Consell de Seguretat de les Nacions Unides
La Resolució 1344 del Consell de Seguretat de les Nacions Unides fou adoptada per unanimitat el 15 de març de 2001. Després de reafirmar les resolucions 1298 (1999), 1308 (2000), 1312 (2000) i 1320 (2000) sobre la situació entre Eritrea i Etiòpia i la 1308 (2000), el Consell va desplegar un component militar com a part de la Missió de les Nacions Unides a Etiòpia i a Eritrea (UNMEE) i va ampliar el seu mandat fins al 15 de setembre de 2001.
El Consell de Seguretat va subratllar la necessitat que tant Etiòpia com Eritrea compleixin les seves obligacions en virtut de la llei internacional humanitària, els drets humans i els refugiats i reafirmar el seu suport a l'Acord de cessació d'hostilitats de 2000 signat per tots dos països.
El mandat de la UNMEE, en el seu actual nivell de tropes i observadors, es va estendre per un any. Es va instar a les parts a completar la implementació dels seus acords, incloses les següents accions:
(a) garantir llibertat de moviment per a la UNMEE;
(b) establir un corredor aeri entre les capitals d'Addis Abeba i Asmara;
(c) concloure un acord d'Estat de les Forces amb el secretari general Kofi Annan;
(d) facilitar els esforços de desminatge.
El Consell va subratllar que la resolució de la missió de manteniment de la pau estava vinculada a la demarcació de la frontera entre Etiòpia i Eritrea i ambdues parts havien de finançar la Comissió de Fronteres en aquest sentit. Finalment, es va instar a tots els països i organitzacions internacionals a proporcionar contribucions al fons fiduciari voluntari per facilitar la demarcació de la frontera i finançar els esforços de reconstrucció.